# John Bennett (hockeyer)
John Hadfield Bennett (Chorlton-cum-Hardy, 11 augustus 1885 - Littleham, 27 mei 1973) was een Brits hockeyer. 
Met de Britse ploeg won Bennett de olympische gouden medaille in 1920. 

## Resultaten
- 1920  Olympische Zomerspelen in Antwerpen